# Üvegházi szöcske
Az üvegházi szöcske (Diestrammena asynamora) a barlangi szöcskék családjába tartozó, Kelet-Ázsiában őshonos, de invazív fajként mára kozmopolitává vált szöcskefaj.

## Megjelenése
Az üvegházi szöcske testhossza mindkét nem esetében 13-19 mm, a nősténynél ehhez járul még a 11-12 mm-es tojócső. Háta feltűnően domború, púposnak látszó, testalkata vaskos. Alapszíne a világosszürkétől a sárgásbarnáig terjed, sötétbarna foltokkal. Lábai is - különösen a hátsó lábak - sötéten foltosak. Szárnya és hallószerve hiányzik. Lábai és csápjai is igen hosszúak, utóbbiak a testhossz négyszeresét is elérhetik. Középső lábainak végén két 2 mm-es tüske látható, az első lábakon csak egy. Hajlékony, szőrözött cercusai (potrohfüggelékei) mindkét nem esetében kb 10 mm-esek. A nőstény tojócsöve hosszú, vékony és csak kissé felhajló a végén. 
Nem ad ki hangot. 

### Hasonló fajok
Magyarországon nem él hasonló faj.

## Elterjedése
Eredetileg Kelet-Ázsiából származik, de az áruszállítmányokkal mára az egész világon elterjedt.

## Életmódja
Őshazájában barlangokban él. Európában csak fűtött, nedves épületekben marad életben, pl. üvegházakban, kertészetekben, állatkertekben, arborétumokban. A szabadban még nem észlelték. Mindenevő, növényekkel és elpusztult rovarokkal, csigákkal egyaránt táplálkozik.  
Az imágók és a lárvák egész évben megfigyelhetők. A nőstények a talajba rakják petéiket (egy példány akár 900-at is élete folyamán). A növények kereskedelmével terjed, petéi azok földlabdájában rejtőznek. Három-négy hónap múlva kelnek ki a lárvák, amelyek tízszer vedlenek, míg imágóvá fejlődnek. 

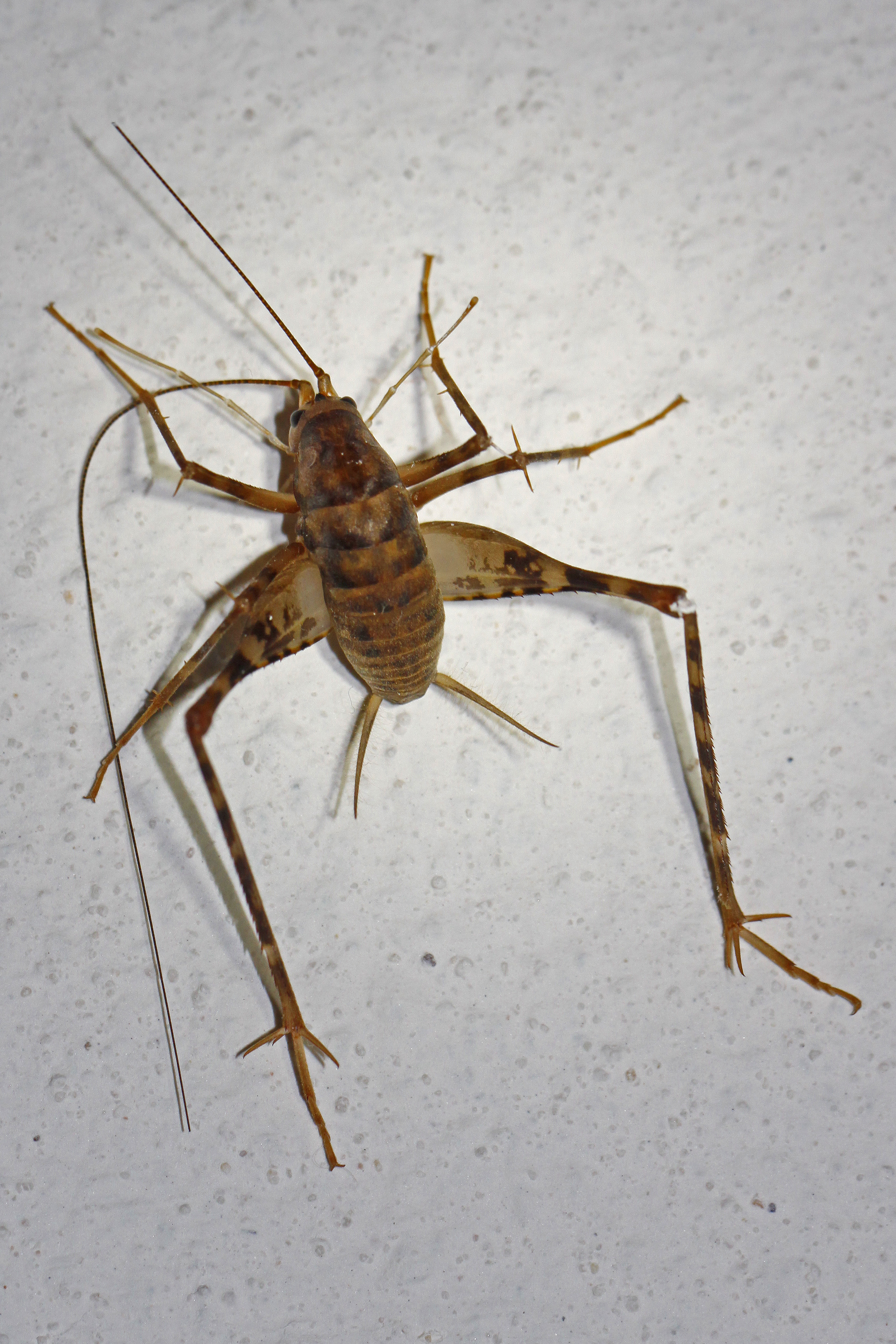
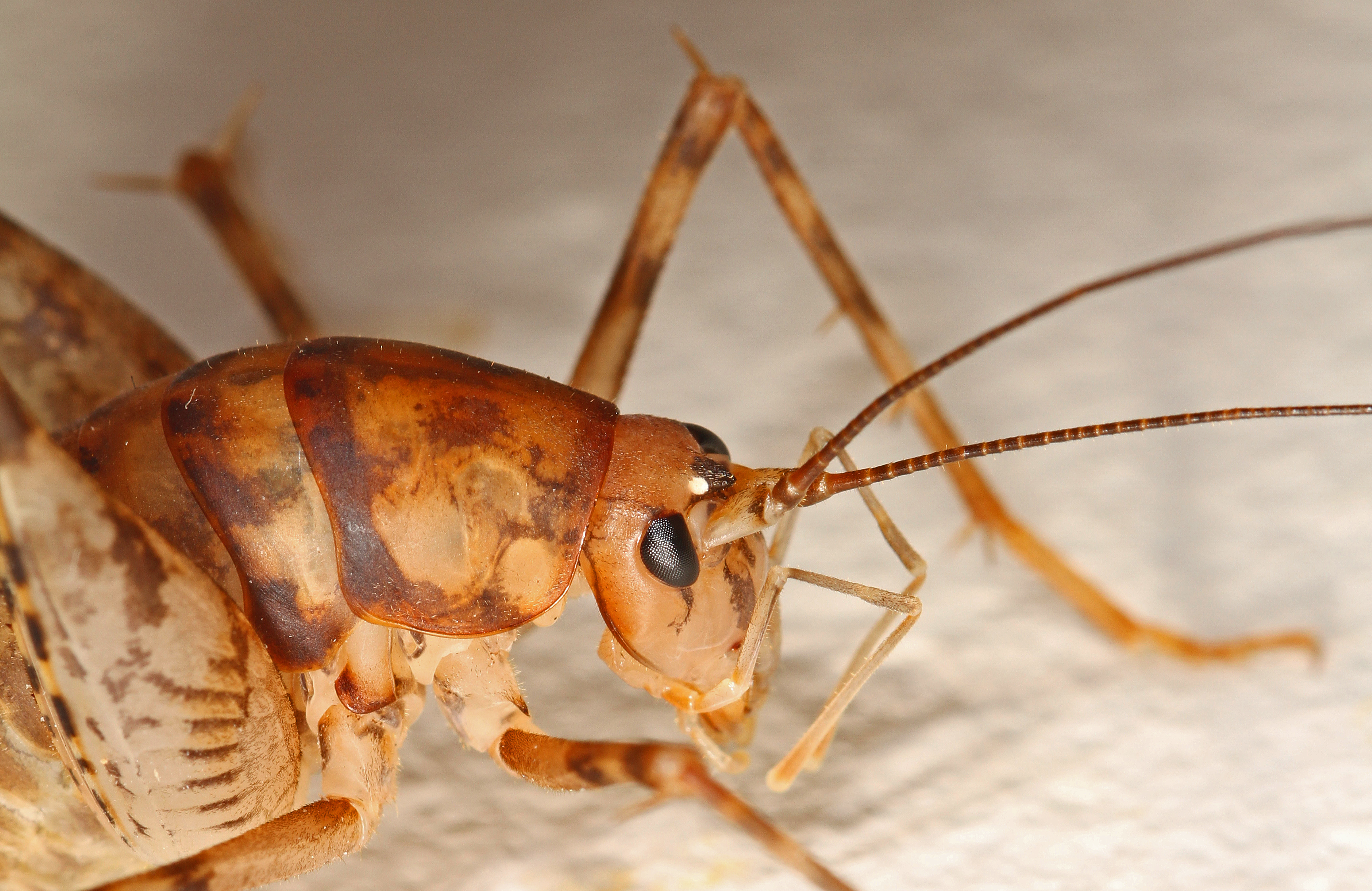

Magyarországon nem védett.